# J. H. Jones
James Henry „J. H.“ Jones (* 9. Oktober 1836 in Alabama; † 10. Dezember 1911 in Mississippi) war ein US-amerikanischer Politiker. Zwischen 1896 und 1900 war er Vizegouverneur des Bundesstaates Mississippi.

## Werdegang
Zwischen 1856 und 1858 studierte J. H. Jones an der University of Mississippi. Er heiratete Helen M. Davis aus dem Wilkinson County und lebte dort für einige Zeit. Nach einem Jurastudium und seiner Zulassung als Rechtsanwalt begann er in Bastrop (Texas) in diesem Beruf zu arbeiten. Beim Ausbruch des Bürgerkrieges kehrte er in das Wilkinson County zurück, wo er eine Kompanie aufstellte. Diese wurde in ein Infanterieregiment im Heer der Konföderation eingegliedert. Jones nahm aktiv am Kriegsgeschehen teil und stieg bis zum Oberst auf. Er war an mehreren Schlachten beteiligt, wurde verwundet und geriet in Kriegsgefangenschaft, aus der er durch einen Austausch wieder freikam. Nach dem Krieg war er Rechtsanwalt in Woodville. Im Jahr 1876 gab er auch die Zeitung Woodville Republican heraus, die zuvor der Republikanischen Partei nahestand. Jones selbst war Mitglied der Demokratischen Partei. Zwischen 1886 und 1890 saß er als Abgeordneter im Repräsentantenhaus von Mississippi; 1890 wurde er in den Staatssenat gewählt. Im selben Jahr nahm er als Delegierter an einem Verfassungskonvent seines Staates teil.
1895 wurde Jones an der Seite von Anselm J. McLaurin zum Vizegouverneur von Mississippi gewählt. Dieses Amt bekleidete er zwischen Januar 1896 und Januar 1900. Dabei war er Stellvertreter des Gouverneurs und Vorsitzender des Staatssenats. Nach seiner Zeit als Vizegouverneur ist er politisch nicht mehr in Erscheinung getreten. Er starb am 10. Dezember 1911.